# حمد باشا الباسل
حمد الباسل باشا (1871 ـ 1940)، من زعماء الحركة الوطنية في مصر سنة 1919. وكان عميداً لقبيلة الرماح بالفيوم، أحد أعضاء الجمعية التشريعية  ووكيل مجلس النواب عام 1924 ووكيل الوفد المصري ومؤسس حزب الوفد السعدي.
هو أحد رموز الحركة الوطنية قبل ثورة يوليو وصاحب الوكالتين في حكومة الوفدـوكيل حزب الوفد بزعامة سعد زغلول ووكيل البرلمان في العشرينيات.
نُفِي مع سعد زغلول إلى مالطا وسيشيل، فكانت الشرارة التي فجرت ثورة 1919 في مصر من الفيوم مسقط رأس حمد باشا الباسل و التي عقد فيها أول اجتماع للوفد قبل السفر لمناقشة قضية مصر أمام مؤتمر فرساى.
كُرِمَ على يد المشير عبد الحكيم عامر بأوامر من الرئيس جمال عبد الناصر بعد الثورة بإسقاط الحراسة عن ممتلكات الباسل نظرا لماضيها المشرف.

## حياته ما قبل ثورة 1919
هو ابن المرحوم شيخ العرب محمود الباسل ابن شيخ العرب محمد الباسل ولما توفي والده عام 1298 هجريا امر الخديوي توفيق بتعيينه استثناء عمدة لقبيلة الرماح مكافئة لما قام به والده من خدمات للحكومة المصرية الا انه في عام 1909 تخلي عن عمدية القبيلة لأخيه عبدالستار بك الباسل وانتخب في نفس السنة في لجنة النفي الاداري مديرية الفيوم وفي عام 1911 عين في مجلس مديرية الفيوم وكان من كبار المزارعين في القطر المصري فقد استعان به حاكم السودان لينصحة بشؤون الزراعة فيها.

### مجلس نواب الفيوم
وفي عام 1909 قام بتأليف هو واعيان الفيوم مجلس نيابي مستقل عن الحكومة بسبب عدم وجود مجلس نيابي في البلاد في ذلك الوقت وكان المجلس يضم عشرون عضوا طلبة باشا سعودي رئيسا للمجلس وحمد باشا الباسل وكيلا له ومن ابرز اعضائه علي بك صالح عمدة بني صالح المسماه نسبة اليه وتم الاعلان عن المجلس في الصفحة الاولي بجريدة الاهرام.
وفي عام 1913 تم انتخاب 3 اعضاء للجمعية التشريعية عن مديرية الفيوم حمد بك الباسل - طنطاوي بك طنطاوي - الشيخ محمد علي صالح.

## دوره في ثورة 1919

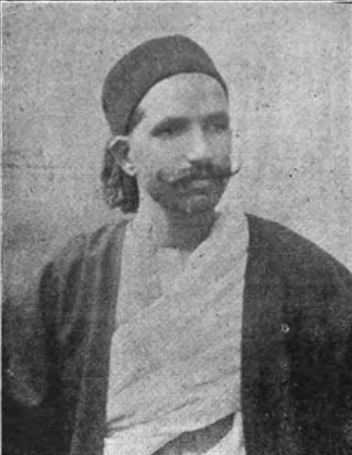
حمد باشا في صغره

في عام 1918م انضم حمد باشا لتشكيل حزب الوفد بزعامة سعد باشا زغلول، وبعد تفويض الشعب للحزب بتحرير البلاد من الاستعمار، بدأت السلطات الإنجليزية بتضييق الخناق على زعماء الحزب وأوقفت الندوات والمؤتمرات، فكان حمد باشا يستضيف زعماء الوفد في منزله بقصر النيل بالقاهرة، والذي كان قريبا من منزل سعد باشا زغلول، والمعروف حاليا ببيت الأمة.
وبعد المنفى الثاني لقيادات ثورة 1919م، ومحاكمتهم، قاد حمد باشا الباسل، الحركة الوطنية في محافظات الصعيد إلى أن تم القبض عليه ورفاقه السبعة وتم اقتيادهم إلى المحاكمة، وصدر الحكم ضدهم بالإعدام ثم خُفض للسجن المؤبد 7 سنوات وغرامة 500 جنيه، وأطلق عليهم الأسود السبعة، وبعد ذلك أطلق سراحهم مع ضغط الثوار.

## بعض من تبراعاته واياديه البيضاء
عاون اهل طرابلس اثناء هجرتهم لمصر وتبرع لهم بحوالي 500 فدان ليقيمو عليها وتبرع لجمعية الهلال الاحمر.

## الرتب والنياشين

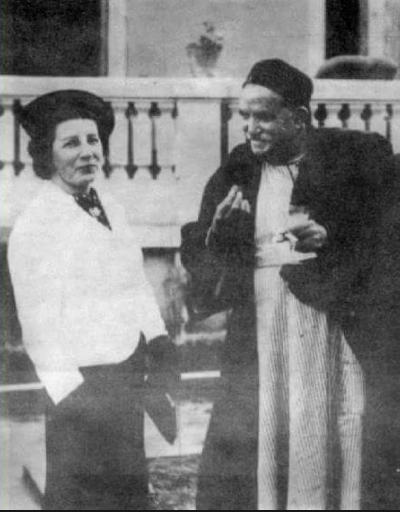
ملكة رومانيا في ضيافة حمد باشا الباسل

حاز عام 1894 علي الرتبة الثالثة ثم الرتبة الثانية وفي سنة 1914 حاز علي رتبة الميرميران اي الباشوية من الخديوي عباس حلمي الثاني.

## المؤلفات
كتاب منهج البداوة

## وفاته
توفى الباسل سنة 1940.